# Фальконьери, Оттавио
Оттавио Фальконери (итал. Ottavio Falconieri; 6 июня 1636, Рим — не ранее 16 ноября 1675 и не позднее 19 ноября 1675, Рим) — итальянский церковный деятель, поэт, антиквар, учёный-эрудит.
Родился в богатой семье, с детских лет изучал произведения античных классиков. Уже в 1655 году был выпущен сборник его религиозных стихотворений. В 1656 году вошёл в близкий круг перешедшей в католичество шведской королевы Кристины, которой посвящал хвалебные оды, в следующем году стал членом академий делла Чименто и делла Круска. В 1658—1659 годах предпринял путешествие по Европе, побывав, в частности, в Нидерландах, германских государствах (где присутствовал на коронации Леопольда I) и Франции. В это же время серьёзно увлёкся науками, в первую очередь математикой и астрономией, стал сторонником идей Галилея. Возвратившись в Рим, сделал карьеру на церковном поприще: в 1660 году стал кубикуларием, однако при этом продолжал заниматься научными исследованиями и изучением различных римских древностей и в последующие годы поддерживал отношения со многими итальянскими гуманистами и представителями аристократии. В 1666 году по рекомендации Леопольдо Медичи, у которого он некоторое время был художественным консультантом, Фальконери получил от папы Александра VII место консультанта в Конгрегации Индекса. В 1670 году некоторое время был тайным агентом папы и выезжал с поручением в Лондон, но затем вернулся исключительно к церковной карьере и служил папским нунцием во Фландрии, занимаясь там также научными изысканиями, а позже секретарём Конгрегации Вод.
Написал несколько диссертаций, вошедших в сборник Грэвиуса и Гроновиуса. Отдельно им изданы «Речь о пирамиде Цестия», «Inscriptiones athleticae» (Рим, 1668) и «Roma antiqua» Нардини (1666). Кроме того, большое количество его работ на разные темы остались в рукописях.